# 6726 Suthers
6726 Suthers este un asteroid din centura principală de asteroizi.

## Descriere
6726 Suthers este un asteroid din centura principală de asteroizi. A fost descoperit pe 5 august 1991 la Observatorul Palomar de Henry E. Holt. Asteroidul prezintă o orbită caracterizată de o semiaxă mare de 2,29 ua, o excentricitate de 0,09 și o înclinație de 4,3° în raport cu ecliptica.